# 5-я гвардейская кавалерийская дивизия
5-я гвардейская кавалерийская Бессарабско-Танненбергская ордена Ленина Краснознамённая ордена Суворова дивизия имени Григория Ивановича Котовского — гвардейское соединение РККА Вооружённых Сил Союза Советских Социалистических Республик, в Великой Отечественной войне и после неё.
Наименование формирования:
- укороченное, действительное — 5-я гвардейская кавалерийская дивизия;
- сокращённое, действительное — 5 гв. кд.

## История
За проявленные героизм, отвагу и мужество личного состава, организованность и умелое выполнение боевых заданий 25 декабря 1941 года 3-я кавалерийская дивизия была удостоена почётного звания «Гвардейская», получила новый войсковой № и была преобразована в 5-ю гвардейскую кавалерийскую дивизию. 
В конце декабря 1941 года по январь 1942 года она действовала по тылам противника в районах Ливны и Верховье. В феврале она в составе 3-го гвардейского кавалерийского корпуса 21-й армии Юго-Западного фронта вела бои в районе города Щигры: в марте — апреле — в составе 38-й армии (с 21 марта К затем 28-й армии (с 17 апреля) сражалась в районе Байрак, Рубежное, Викнино. В мае 1942 года в составе той же армии части дивизии принимали участие в Харьковском сражении. В ходе его 24 мая дивизия с тяжелыми боями отошла в район Избитской, затем на реке Оскол в район Тарасовка. С 16 июня по 3 июля 1942 года дивизия вела оборонительные бои на реке Великий Бурлук в районе Нищенки. Затем, сдав оборону стрелковым частям, она вышла в район Долгое на рубеж Новосельское. Красная Нива, Великий Мост. 5 июля дивизия в составе корпуса вошла в подчинение 21-й армии Юго-Западного фронта и в ее составе вынуждена была отходить за реку Дон. 8 июля она сосредоточилась в районе Петравки, где была выведена в резерв для пополнения. С 12 июля дивизия входила в состав 21-й армии Сталинградского фронта. В конце июля 1942 года она была выведена в резерв Сталинградского фронта. В конце августа она в составе корпуса была подчинена 63-й армии и форсировав реку Дон, вела бои за высоту 217.4, хут. Избушенский. С 29 сентября части дивизии действовали в составе 21-й и 6З-й армий Донского фронта, а с 29 октября — 21-й армии Юго-3ападного фронта. 
В ходе начавшегося наступления Красной армии под Сталинградом 19 ноября части дивизии приняли самое активное участие. С 24 ноября дивизия, развивая наступление овладела позициями в районе хутора Лисинский и перешла к обороне. С 26 ноября дивизия в составе 3-го гвардейского кавалерийского корпуса была подчинена 5-й танковой армии Юго-Западного фронта, а затем 12 декабря — в составе 5-й ударной армии Сталинградского фронта приняла участие в Котельниковской операции. 29 декабря 1942 года дивизия выступила в направлении хутора Тормосин и 2 января 1943 года овладела им. С 7 февраля ее части в составе Южного фронта вели наступление на город Шахты. К 19 феврали они захватили Куйбышево и форсировав реку Миус закрепились на ее западном берегу (Ростовская операция). В марте 1943 года дивизия выведена в резерв фронта, а в мае в резерв Ставки ВГК и находилась в Степном ВО.
Дивизия участвовала в наступательных операциях войск Южного фронта в Донбассе (февраль 1943 года), под Смоленском в 1943 году.
В сентябре 1943 года 5-я гвардейская дивизия вошла в состав Западного фронта. С декабря того же года в составе 3-го гвардейского кавалерийского корпуса 4-й ударной армии 1-го Прибалтийского фронта её части приняли в Городокской наступательной операции. Летом того же года в составе 8-гo гвардейского корпуса 11-й армии 3-го Белорусского фронта успешно действовала Белорусской наступательной операции, отличились при освобождении города Орша. В конце июля 1944 года она участвовала в Вильнюсской наступательной операции, в форсировании реки Неман и освобождении Вильнюса.  В октябре 1944 года части дивизии вышли на государственную границу с нацистской Германией. С января 1945 года дивизия участвовала в Восточно-Прусской (кавдивизия особенно отличились в бою за Танненберг, за что её было присвоено почётное наименование «Танненбергская»), Восточно-Померанской и Берлинской наступательных операциях.
День Победы 9 мая 1945 гвардейцы встретили на реке Эльба.
В 1946 году в связи с демобилизацией Союза ССР гвардейская кавалерийская дивизия была переформирована в 5-й гвардейский кавалерийский полк.
В Великой Отечественной войне правительственных наград удостоено свыше 10 000 человек личного состава соединения, из них трём присвоено звание Героя Советского Союза.

## Состав
В состав формирования входили:
- управление
- 17-й гвардейский кавалерийский полк
- 22-й гвардейский кавалерийский полк
- 24-й гвардейский кавалерийский полк
- 20-й гвардейский кавалерийский полк (до 20.03.1943 года)
- 44-й танковый полк (до 25.12.1941 года)
- 104-й отдельный танковый полк (с 18.08.1943 года)
- 178-й гвардейский артиллерийско-миномётный полк (7-й гвардейский кавалерийский дивизион)
- 39-й отдельный гвардейский дивизион ПВО (55-й отдельный зенитный артиллерийский дивизион, зенитная батарея)
- 7-й гвардейский артиллерийский парк
- 5-й отдельный гвардейский разведывательный эскадрон (5-й гвардейский разведывательный дивизион)
- 6-й отдельный гвардейский сапёрный эскадрон
- 5-й отдельный гвардейский эскадрон связи
- 1-й медико-санитарный эскадрон
- 6-й отдельный гвардейский эскадрон химической защиты
- 5-й продовольственный транспорт
- 6-й взвод подвоза горюче-смазочных материалов
- 3-й дивизионный ветеринарный лазарет
- 870-я полевая почтовая станция
- 601-я полевая касса Государственного банка.

## Командование
В годы Великой Отечественной войны дивизией командовали:
- гвардии генерал-майор М. Ф. Малеев (25.12.1941 — 15.01.1942);
- гвардии полковник, с 21.04.1943 гвардии генерал-майор Н. С. Чепуркин (30.01.1942 — 01.07.1946).

## Награды и наименования
| Награда (наименование)                                        | Дата                 | За что награждена |
| ------------------------------------------------------------- | -------------------- | --- |
| Почётное наименование — «Бессарабская»                        | 17 июня 1924 года    | |
| Именное наименование — имени Григория Ивановича Котовского    | 6 августа 1925 года  | |
| Орден Красного Знамени и Почетное революционное Красное Знамя | 29 февраля 1928 года | награждена постановлением Президиума Центрального Исполнительного Комитета СССР от 29 февраля 1928 года в ознаменование десятилетия РККА и отмечая боевые заслуги на различных фронтах гражданской войны начиная с 1918—1919 годов.                                                                 |
| Орден Ленина                                                  | 22 мая 1935 года?    | награждена постановлением Центрального Исполнительного Комитете СССР за выдающееся боевое прошлое 3 кавалерийской дивизии и достигнутые ею успехи в боевой и политической подготовке в период мирного строительства (объявлено приказом Народного Комиссара Обороны СССР № 91 от 22 мая 1935 года). |
| Почетное звание «Гвардейская»                                 | 25 декабря 1941 года | Присвоено приказом Народного комиссара обороны СССР за проявленные личным составом героизм, отвагу и мужество, организованность и умелое выполнение боевых заданий командования. |
| Почетное наименование — Танненбергская                        | 19 февраля 1945 года | Присвоено приказом Верховного Главнокомандующего № 023 от 19 февраля 1945 года за отличие в боях за овладение городами городами Найденбург, Танненберг, Едвабно и Аллендорф — важными опорными пунктами обороны немцев в Восточной Пруссии.                                                         |
| Орден Суворова II степени                                     | 4 июня 1945 года     | Награждена Указом Президиума Верховного Совета СССР от 4 июня 1945 года за образцовое выполнение заданий командования в боях с немецкими захватчиками при овладении городами Анклам, Фридланд, Нойбранденбург, Лихен и проявленные при этом доблесть и мужество                                     |

Награды частей дивизии:
- 17-й гвардейский кавалерийский Лидский[6] Краснознаменный[7] полк
- 22-й гвардейский кавалерийский Краснознаменный[8] полк
- 24-й гвардейский кавалерийский Алленштайнский[9] Краснознамённый[10]ордена Суворова[11] полк
- 104-й отдельный танковый Краснознамённый[12] ордена Кутузова[13] полк
- 178-й гвардейский артиллерийско-миномётный орденов Суворова[14] и Кутузова[15] полк
- 6-й отдельный гвардейский сапёрный ордена Александра Невского[12] эскадрон
- 5-й отдельный гвардейский ордена Красной Звезды[12] эскадрон связи

## Отличившиеся воины
- Артюшенко, Александр Трофимович, гвардии старший сержант — командир расчёта станкового пулемёта 24-го гвардейского кавалерийского полка.
- Белинский, Степан Сидорович, старший сержант — механик-водитель 104-го танкового полка.
- Бессонов, Михаил Степанович, старшина — механик-водитель танка 104-го танкового полка.
- Волков, Андрей Алексеевич, лейтенант — командир танкового эскадрона 104-го танкового полка.
- Дернов, Пётр Сергеевич, гвардии красноармеец — автоматчик 24-го гвардейского кавалерийского полка.
- Гринцевич, Степан Иванович, гвардии старший сержант — командир отделения отдельного разведывательного эскадрона.
- Кашимов, Ислам Майрамович, гвардии ефрейтор — разведчик взвода разведки 24-го гвардейского кавалерийского полка.
- Нурадилов, Ханпаша Нурадилович, гвардии сержант — командир пулемётного взвода 17-го гвардейского кавалерийского полка
- Пепеляев, Пётр Кузьмич, гвардии сержант — старший разведчик 178-го гвардейского артиллерийско-миномётного полка.
- Першаков, Виктор Сергеевич, гвардии рядовой — пулемётчик 24-го гвардейского кавалерийского полка.
- Полозов, Ефим Денисович, гвардии сержант — разведчик взвода разведки 24-го гвардейского кавалерийского полка.
- Салфетников, Василий Николаевич, гвардии сержант — наводчик 76-мм орудия 178-го гвардейского артиллерийско-миномётного полка.
- Скарга, Василий Петрович, гвардии старший сержант — командир расчёта 82-мм миномёта 24-го гвардейского кавалерийского полка.
- Смыков, Михаил Фадеевич, гвардии старший сержант — командир орудийного расчёта 178-го гвардейского артиллерийско-миномётного полка.
- Сухоловский, Василий Ильич, гвардии старший сержант — помощник командира огневого взвода 24-го гвардейского кавалерийского полка.